# Trofeo Matteotti 1991
Il Trofeo Matteotti 1991, quarantaseiesima edizione della corsa, si svolse il 28 luglio 1991 su un percorso di 201,8 km, con partenza e arrivo a Pescara, in Italia. La vittoria fu appannaggio dello svizzero Daniel Steiger, che completò il percorso in 5h21'56" alla media di 37,610 km/h, precedendo gli italiani Pierino Gavazzi e Stefano Giraldi.

## Ordine d'arrivo (Top 10)
| Pos. | Corridore        | Squadra                      | Tempo    |
| ---- | ---------------- | ---------------------------- | -------- |
| 1    | Daniel Steiger   | Jolly Componibili-Club 88    | 5h21'56" |
| 2    | Pierino Gavazzi  | Amore & Vita                 | a 1'59"  |
| 3    | Stefano Giraldi  | Amore & Vita                 | s.t.     |
| 4    | Franco Vona      | Jolly Componibili-Club 88    | s.t.     |
| 5    | Zenon Jaskuła    | Del Tongo-MG Boys Maglificio | s.t.     |
| 6    | Gianni Faresin   | ZG Mobili-Bottecchia         | s.t.     |
| 7    | Fabio Roscioli   | Del Tongo-MG Boys Maglificio | s.t.     |
| 8    | Gianluca Tonetti | ZG Mobili-Bottecchia         | s.t.     |
| 9    | Ivan Gotti       | Gatorade-Chateau d'Ax        | s.t.     |
| 10   | Roberto Caruso   | Selle Italia-Magniarredo     | a 2'50"  |